# DDR-Fußball-Bezirksliga 1957
Die DDR-Bezirksliga wurde mit der Saison 1957 zum 6. Mal ausgetragen und war die höchste Spielklasse eines Bezirks sowie die vierthöchste im Ligasystem auf dem Gebiet des DS.
Der Spielbetrieb der 15 Bezirksligen wurde vom jeweiligen Bezirksfachausschuss (BFA) durchgeführt.
Nach zwei Spielzeiten wurden wieder alle Bezirksmeister in eingleisigen Ligen ermittelt, die direkt in die II. DDR-Liga aufstiegen. Durch die Erweiterung der II. DDR-Liga auf fünf Staffeln zur Folgesaison, durfte jeder Bezirksfachausschuss noch zwei weitere Vertretungen melden. Dies waren in allen Ligen der Vizemeister und der Drittplatzierte.
Als einzige Mannschaft konnte die BSG Motor Eberswalde aus der Bezirksliga Frankfurt (Oder) ihren Meistertitel aus dem Vorjahr verteidigen. In der Bezirksliga Neubrandenburg kam der neugegründete ASK Vorwärts Neubrandenburg zu Meisterehren, nachdem sie die Fußballabteilung des Vorjahresmeisters ZSK Vorwärts der KVP Prenzlau übernahm.
Die Absteiger aus der II. DDR-Liga der Vorsaison, Motor Stralsund, Lichtenberg 47, Turbine Neubrandenburg, Lokomotive Cottbus, Dynamo Dresden und Stahl Freital schafften alle die sofortige Rückkehr in die übergeordnete Liga, wobei dies Stralsund und Dresden als Bezirksmeister gelang.

## Bezirksmeister
| Bezirk           | Bezirksmeister                      | Vizemeister & Drittplatzierter                            |
| Bezirk           | alle Aufsteiger in die II. DDR-Liga |                                                           |
| Rostock          | BSG Motor Stralsund                 | BSG Einheit Rostock ASK Vorwärts Rostock                  |
| Schwerin         | SC Traktor Schwerin                 | BSG Chemie Wittenberge BSG Einheit Gadebusch              |
| Neubrandenburg   | ASK Vorwärts Neubrandenburg         | BSG Turbine Neubrandenburg BSG Lokomotive Waren-Rethwisch |
| Potsdam          | BSG Rotation Babelsberg II          | BSG Stahl Brandenburg BSG Lokomotive Kirchmöser           |
| Ost-Berlin       | BSG Chemie Grünau-Schmöckwitz       | SG Lichtenberg 47 BSG Lokomotive Lichtenberg              |
| Frankfurt (Oder) | BSG Motor Eberswalde                | SG Dynamo Frankfurt/Oder BSG Lokomotive Frankfurt/Oder    |
| Magdeburg        | BSG Einheit Burg                    | BSG Lokomotive Halberstadt BSG Lokomotive Haldensleben    |
| Halle            | BSG Chemie Bitterfeld               | BSG Aktivist Geiseltal Mücheln BSG Stahl Helbra           |
| Leipzig          | BSG Motor Schkeuditz                | BSG Motor Gohlis-Nord Leipzig BSG Lokomotive Leipzig-Ost  |
| Cottbus          | BSG Aktivist Laubusch               | BSG Lokomotive Cottbus BSG Chemie Schwarzheide            |
| Dresden          | SG Dynamo Dresden                   | BSG Aufbau Meißen BSG Stahl Freital                       |
| Karl-Marx-Stadt  | BSG Wismut Plauen                   | BSG Aktivist „Karl Marx“ Zwickau BSG Motor Brand-Langenau |
| Erfurt           | BSG Motor Erfurt Nord               | BSG Aktivist Bleicherode BSG Motor Gotha                  |
| Gera             | BSG Stahl Silbitz                   | BSG Chemie Elsterberg BSG Einheit Rudolstadt              |
| Suhl             | BSG Motor Suhl                      | BSG Motor Sonneberg BSG Aktivist Kali Werra Tiefenort     |